# 프리드리히 알베르트 랑게
프리드리히 알베르트 랑게 (Friedrich Albert Lange, 1828년 9월 28일 ~ 1875년 11월 21일) 독일의 철학자이자 사회학자이다.

## 전기
랑게는 신학자 요한 페터 랑게의 아들로 졸링겐 근처의 발트에서 태어났다. 그는 뒤스부르크, 취리히, 본에서 교육을 받았으며, 그곳에서 학업만큼이나 체조에서도 두각을 나타냈다. 1852년 그는 쾰른의 교장 이 되었다. 1858년 뒤스부르크의 교장은 정부가 교장들이 정치 활동에 참여하는 것을 금지하자 사임했다.
랑게는 1862년 정치·사회 개혁을 위해 편집자로 언론계에 입문했다. 그는 공적 업무에서 두각을 나타냈지만 저술할 충분한 시간을 찾았다. 그는 또한 교육학과 심리학에 관한 여러 작품을 저술했다. 1863년 랑게는 학문적 자유의 헌법적 보장에 관한 중요한 재판에서 사회주의 지도자 페르디난드 라살레를 지지했다. 1864년부터 1866년까지 랑게는 독일 노동 운동의 초기 조직인 독일 노동 조합 협회(Verband Deutscher Arbeitervereine) 집행 위원회 위원이었다. 그의 동료 중 한 명은 사민당 지도자인 아우구스트 베벨에 대해 "그는 키가 작고 강인한 체격을 가지고 있었고 동정적인 존재였다. 그는 장엄한 눈을 가졌고 내가 아는 사람 중 가장 상냥한 사람이었다. 그는 첫눈에 사람들의 마음을 사로잡았다"고 말하면서도 그를 "단단한 성품"으로 묘사했다.
1866년 독일의 일로 낙담한 그는 취리히 근처의 빈터투어 로 이사하였다. 그 이후 새로운 직책인 철학 교수로 임명되었다. 그는 또한 스위스 민주화 운동에 참여했으며 취리히 주의 헌법을 작성하는 데 도움을 주었다. 이것은 국민투표와 소환과 같은 "직접 민주주의" 조치의 사용으로 구별된다. 여전히 취리히에서 그는 질병의 첫 징후를 인지했고 몇 년 후 사망했다. 프랑스-프로이센 전쟁에서 스위스에 대한 프랑스의 강한 동정심과 아내가 사망할 경우 연금을 받을 수 있다는 전망으로 인해 급히 사임하게 되었다. 그는 뷔르츠부르크(Würzburg), 쾨니히스베르크(Königsberg), 킬(Kiel), 기센(Gießen), 예나(Jena) 대학에서 제안을 받았지만 1872년 마르부르크 대학의 교수직을 수락했다. 그는 때때로 그의 스타 제자인 코헨(Hermann Cohen)과 함께 신칸트주의릐 설립에 기여한 것으로 알려져 있다. 그러나 칸트 철학에 대한 마르부르크 학파의 특징적인 논리주의적 해석을 개척한 사람은 코헨이었다.
그는 마르크스주의적 유물론을 거부했지만, 랑게는 독일 사회민주주의 운동에 계속 영향을 미쳤다. 그는 윤리적으로 동기가 부여된 개혁주의 사회주의를 선호했다. 그는 특히 라살레 주의 독일노동자노조 의 일부 지도자들과 사후에 수정주의 이론가 에두아르드 번스타인에게 영향을 미쳤다. 그는 1875년 5월 베벨의 사회주의자들과 함께 라살레스를 통합 SPD로 통합하는 데 더 이상 역할을 하지 않았다. 위장관암으로 추정되는 장기 투병 끝에 그는 그해 11월 마르부르크에서 사망했다.